# Подезичен залист
Подезичен залист (Ruscus hypoglossum) е вечнозелено многогодишно тревисто растение или полухраст, обитаващо сенчести широколистни гори и храсталаци. Среща се в България.

## Разпространение
Видът се среща от северната част на Италия до Крим и Турция.

## Описание
Видът притежава хоризонтално коренище и слабо разклонено надземно стъбло. Върху стъблото последователно или срещуположно са разположени заострено елипсовидни кожести неопадливи и пронизани от дъговидно разположени жилки едри „листа“. Върху горната им повърхност стърчат други дребни листчета, а в тях са сгушени дребни цветове. В основата на едрите кожести „листа“ има малки шиловидни люспички. Кожестите листа са фактически видоизменени стъбла, наречени филокладии. Дребните листчета по тях са прицветници, а люсповидните образувания са същинските листа, които на практика са недоразвити. Последното се дължи на факта, че функцията на листа се е поела от филокладиите.
Филокладиите са с яйцевидна форма, дълги от 5 до 12 сантиметра и широки от 1,5 до 4 сантиметра. За разлика от бодливия залист на върха си нямат бодилче.
Цъфти през пролетта (април – май). Към края на юли се показват кълбовидни плодчета. Плодът е тип ягода.